# Brunegghorn
Brunegghorn är ett berg i Schweiz.   Det ligger i distriktet Visp och kantonen Valais, i den södra delen av landet, 90 km söder om huvudstaden Bern. Toppen på Brunegghorn är 3 833 meter över havet, eller 306 meter över den omgivande terrängen. Bredden vid basen är 1,7 km.
Terrängen runt Brunegghorn är huvudsakligen mycket bergig. Närmaste större samhälle är Zermatt, 11,6 km söder om Brunegghorn. 
Trakten runt Brunegghorn består i huvudsak av gräsmarker. Runt Brunegghorn är det ganska glesbefolkat, med 27 invånare per kvadratkilometer.